# Býchory
Býchory – wieś i gmina w Czechach, w powiecie Kolín, w kraju środkowoczeskim. Według danych z dnia 1 stycznia 2013 liczyła 673 mieszkańców.